# Liste des Premiers ministres de la Somalie
Liste de Premiers ministres et chefs du gouvernement somalien depuis l'indépendance du 1er juillet 1960.
La Somalie a connu les régimes suivant depuis cette date :
- 1960-1969 : République somalienne
- 1969-1991 : République démocratique somalienne
- 1991-2012 : République somalienne
- depuis 2012 : république fédérale de Somalie

| Nom                                              | Investiture       | Fin du mandat     | Parti  | Remarques                                   |
| ------------------------------------------------ | ----------------- | ----------------- | ------ | ------------------------------------------- |
| Protectorat des Nations unies                    |                   |                   |        |                                             |
| Abdullahi Issa                                   | 1er juillet 1949  | 1er juillet 1960  | LJS    |                                             |
| République somalienne                            |                   |                   |        |                                             |
| Mohamed Ibrahim Egal                             | 1er juillet 1960  | 12 juillet 1960   | LNS    |                                             |
| Abdirashid Ali Shermarke                         | 12 juillet 1960   | 14 juin 1964      | LJS    |                                             |
| Abdirizak Haji Hussein                           | 14 juin 1964      | 15 juillet 1967   | LJS    | exerça jusqu'au 27 septembre 1964           |
| Mohamed Ibrahim Egal                             | 15 juillet 1967   | 21 octobre 1969   | LJS    |                                             |
| République démocratique somalienne               |                   |                   |        |                                             |
| Mohamed Ibrahim Egal                             | 21 octobre 1969   | 1er novembre 1969 | LJS    |                                             |
| Mohamed Farrah Salad                             | 1er novembre 1969 | mars 1970         | mil.   |                                             |
| Fonction abolie de mars 1970 au 1er février 1987 |                   |                   |        |                                             |
| Muhammad Ali Samatar                             | 1er février 1987  | 3 septembre 1990  | PSRS   |                                             |
| Muhammad Hawadle Madar                           | 3 septembre 1990  | 24 janvier 1991   | PSRS   |                                             |
| Umar Arteh Ghalib                                | 24 janvier 1991   | 21 juillet 1991   | CSU    |                                             |
| République somalienne                            |                   |                   |        |                                             |
| Umar Arteh Ghalib                                | 21 juillet 1991   | 3 juillet 1997    | CSU    |                                             |
| poste vacant du 3 juillet 1997 au 8 octobre 2000 |                   |                   |        |                                             |
| Ali Khalif Galaydh                               | 8 octobre 2000    | 28 octobre 2001   | indép. | en exil à Djibouti jusqu'au 14 octobre 2000 |
| Osman Jama Ali                                   | 28 octobre 2001   | 12 novembre 2001  | indép. |                                             |
| Hassan Abchir Farah                              | 12 novembre 2001  | 8 décembre 2003   | indép. |                                             |
| Mohamed Abdi Yousouf                             | 8 décembre 2003   | 3 novembre 2004   | indép. |                                             |
| Ali Mohamed Gedi                                 | 3 novembre 2004   | 29 octobre 2007   | indép. | en exil à Nairobi                           |
| Salim Aliyow Ibrow                               | 29 octobre 2007   | 24 novembre 2007  | indép. |                                             |
| Nour Hassan Hussein                              | 24 novembre 2007  | 14 février 2009   | indép. |                                             |
| Omar Abdirashid Ali Shermarke                    | 14 février 2009   | 24 septembre 2010 | indép. |                                             |
| Abdiwahid Elmi Gonjeh                            | 24 septembre 2010 | 31 octobre 2010   | indép. | par intérim                                 |
| Mohamed Abdullahi Mohamed                        | 31 octobre 2010   | 19 juin 2011      | indép. |                                             |
| Abdiweli Mohamed Ali                             | 19 juin 2011      | 2 août 2012       | indép. | par intérim du 19 au 28 juin 2011           |
| République fédérale de Somalie                   |                   |                   |        |                                             |
| Abdiweli Mohamed Ali                             | 2 août 2012       | 17 octobre 2012   | indép. |                                             |
| Abdi Farah Shirdon                               | 17 octobre 2012   | 21 décembre 2013  | indép. |                                             |
| Abdiweli Cheikh Ahmed                            | 21 décembre 2013  | 24 décembre 2014  | indép. |                                             |
| Omar Abdirashid Ali Shermarke                    | 24 décembre 2014  | 1er mars 2017     | indép. |                                             |
| Hassan Ali Khayre                                | 1er mars 2017     | 25 juillet 2020   | indép. |                                             |
| Mahdi Mohamed Guled                              | 25 juillet 2020   | 23 septembre 2020 | indép. | par intérim                                 |
| Mohamed Hussein Roble                            | 23 septembre 2020 | 7 août 2022       | indép. |                                             |
| Hamza Abdi Barre                                 | 7 août 2022       | en fonction       | indép. |                                             |

## Affiliations politiques
- LJS : Ligue de la jeunesse somalie
- LNS : Ligue nationale somalie
- PSRS : Parti socialiste révolutionnaire somalien
- CSU : Congrès de la Somalie unie
- mil. : militaire
- indép. : indépendant